# SMS für Dich
SMS für Dich ist ein deutscher Liebesfilm von Karoline Herfurth aus dem Jahr 2016. Das Regiedebüt von Herfurth basiert auf dem gleichnamigen Roman von Sofie Cramer aus dem Jahr 2009 und wurde nach einem Drehbuch von Andrea Willson, Malte Welding, Anika Decker und Sophie Kluge realisiert. 

## Handlung
Die Kinderbuchillustratorin Clara verliert bei einem tödlichen Verkehrsunfall ihren Verlobten Ben. Auch zwei Jahre nach seinem Tod ist ihre Kreativität noch völlig blockiert. Von ihren Freunden angetrieben, entscheidet sie sich, ihrem isolierten Dasein auf dem elterlichen Hof in der brandenburgischen Provinz den Rücken zu kehren und durch einen Umzug zurück nach Berlin den Neuanfang zu wagen. Während ihre Verlegerin sie zunehmend unter Druck setzt, einen neuen Band ihrer preisgekrönten Raupe Rieke-Reihe zu zeichnen und Clara damit auch vor finanzielle Nöte stellt, drängt ihre beste Freundin Katja sie zu verschiedenen Dates, die jedoch scheitern – auch weil sie Ben noch lange nicht hinter sich lassen will. Um diesem weiterhin nahe zu sein, schreibt Clara an die alte Handynummer ihres verstorbenen Freundes SMS-Nachrichten in Form kleiner, nachdenklicher Tagebucheinträge.
Bens Telefonnummer wurde jedoch inzwischen an Mark, Journalist bei einer großen Berliner Tageszeitung, neu vergeben, der mit wachsendem Interesse die Nachrichten empfängt, jedoch nicht antwortet. Dessen langjährige Beziehung mit Fiona befindet sich in einer Sackgasse: Während sie auf Kinder und ein gemeinsames Zuhause drängt, kann und will sich Mark nicht so recht eine Zukunft mit ihr ausmalen. Als die Bindung zerbricht und Fiona sich von ihm trennt, intensiviert Mark seine Suche nach Clara, die er während der Pause bei einer Vorstellung von Orpheus und Eurydike in der Oper antrifft und kurzerhand um ein Date bittet. Allerdings fühlt er sich bei ihrem ersten Wiedersehen in Claras Stammlokal Gockel derart unter Druck gesetzt, alles richtig zu machen, dass er Clara beinahe vergrault und sie um eine weitere Chance bittet.
Clara, die glaubt, Mark zufällig kennengelernt zu haben, verliebt sich schließlich in ihn. Mark erwidert ihre Gefühle, hadert jedoch mit seinen Gewissensbissen, ausgelöst durch Claras SMS, die sie unbeabsichtigt an ihn sendet, indem sie diese weiterhin an Bens alte Handynummer richtet. Zuspruch findet Mark bei der erfolgreichen Schlagersängerin Henriette Boot, die ihn während eines Interviews für seinen Arbeitgeber dazu auffordert, für seine Gefühle einzustehen. Als Clara jedoch nach einer gemeinsamen Nacht entdeckt, dass Mark aufgrund der fehlgeleiteten Nachrichten ihren Kontakt gesucht hat, beendet sie die Bekanntschaft. Nur mit Hilfe von Katja und Marks Freund David finden beide den Mut für einen ehrlicheren Neuanfang. Symbolisch wird der kreative Neuanfang durch die Verwandlung ihrer Kinderbuchraupe in einen schönen Schmetterling dargestellt.

## Hintergrund
SMS für Dich ist eine Adaption des gleichnamigen Romans der Autorin Sofie Cramer, der 2009 im Rowohlt Verlag erschienen ist, und zugleich das Langfilm-Regiedebüt von Schauspielerin Karoline Herfurth. Die Inszenierung des Stoffs war Herfurth, die 2012 bereits bei dem Kurzfilm Mittelkleiner Mensch Regie geführt hatte, von Warner Bros-Chef Willi Geike angeboten worden, nachdem dieser sich zuvor die Verwertungsrechte des Buches gesichert und mit Herfurth über ein potenzielles Regiedebüt am Set von Helmut Dietls Zettl (2012) gesprochen hatte. 
Die Schauspielerin begründete ihre Zusage mit der Handlung des Romans, in dem „alles drin gewesen“ sei, was sie von einem Film erwarte: „Er hat einen starken emotionalen Grundboden, der sehr ernsthaft und tiefgründig ist. Darauf kann man humorvoll und romantisch sein. Man kann eine große Liebesgeschichte mit komödiantischen Elementen haben, die genau die richtige Balance bildet, die ich mir gewünscht habe.“

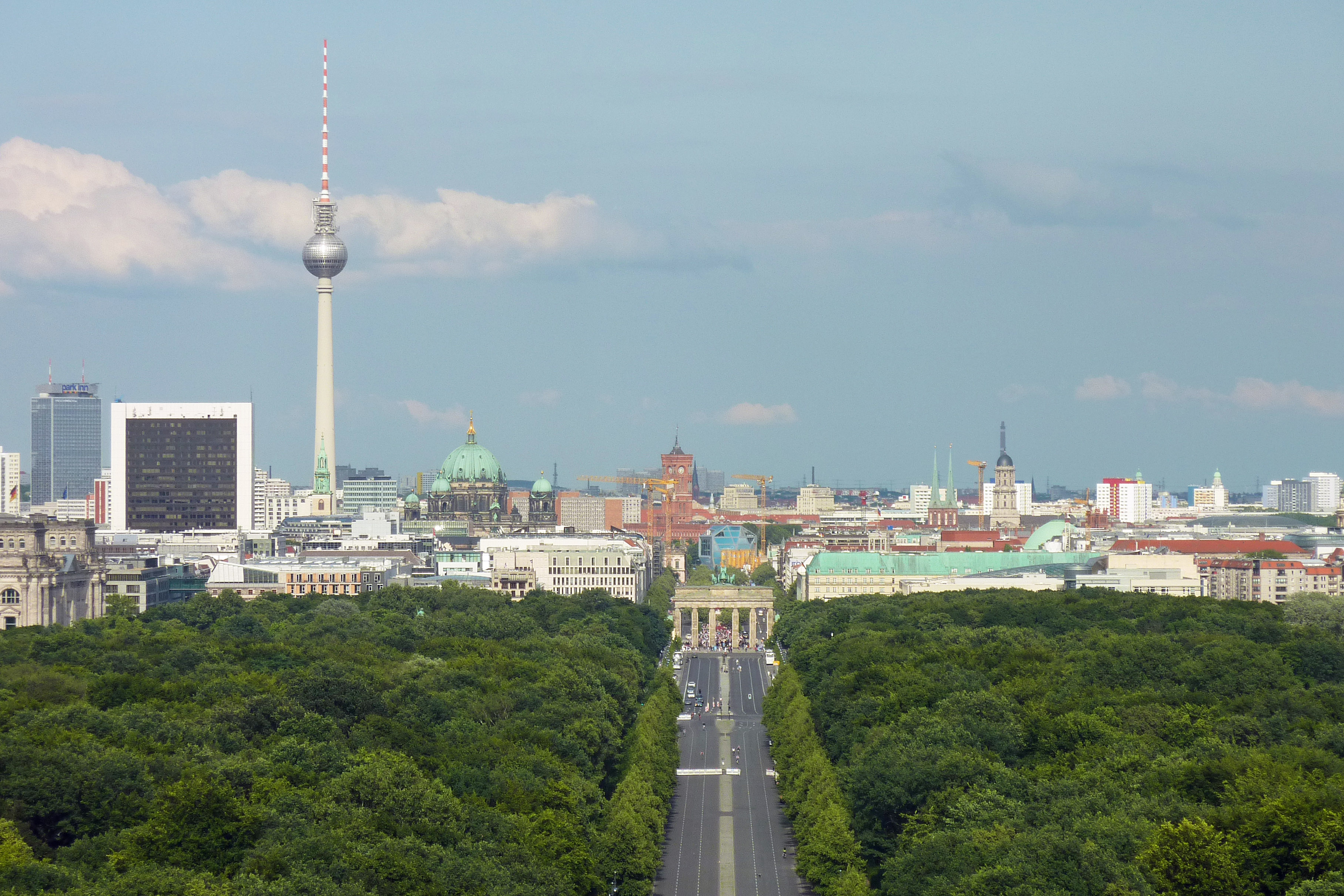
Das Gros von SMS für dich entstand an verschiedenen Motiven in und rund um Herfurths Wohnort Berlin.

 Ein Drehbuch lag Herfurth erstmals im Oktober 2014 vor. Sie beschrieb die Produktion als Liebesfilm, dessen Betonung „mehr auf dem romantischen als auf dem komödiantischen Teil“ liege. SMS für Dich sei im Vergleich zu anderen Liebeskomödien „etwas emotionaler ausgerichtet“.
In diesem Punkt verglich sie das Projekt mit amerikanisch-britischen Komödien wie Harry und Sally (1989), Schlaflos in Seattle (1993), e-m@il für Dich (1998) und Notting Hill (1999), welche sie nicht als „rein komödiantisch“ empfinde, sondern die „auch eine Ernsthaftigkeit und Herzenswärme“ besitzen. Den Cast des Films bezeichnete Herfurth als ihre „absolute Wunsch-Besetzung“. Um die Schauspieler verpflichten zu können, musste sie nach eigenen Angaben „teilweise ganz schön baggern“. Auch die Crew deklarierte Herfurth als „Luxusteam“.
Anders als in der Romanvorlage spielt der Film in Berlin. Gedreht wurde folglich vom 12. Oktober bis zum 3. Dezember 2015 in der Bundeshauptstadt sowie in Teilen Brandenburgs. 
Im Vorfeld der Dreharbeiten hatten Herfurth und ihr Team sich mehr als zwei Monate intensiv auf ihre Aufgaben vorbereitet. 
Gefilmt wurde unter anderem am Berliner Dom, an der Friedrichsbrücke, am Berliner Westhafen, am Umspannwerk Humboldt (Prenzlauer Berg) sowie an der Spree, Orte mit denen die gebürtige Berlinerin Herfurth nach eigenen Angaben viel verbinde und zugleich „das bunte Berlin“ zeigten. Am Set wurde Herfurth durch einen Regie-Assistenten und einen Produzenten in ihrer Doppelfunktion als Hauptdarstellerin und Regisseurin unterstützt.

## Kritiken

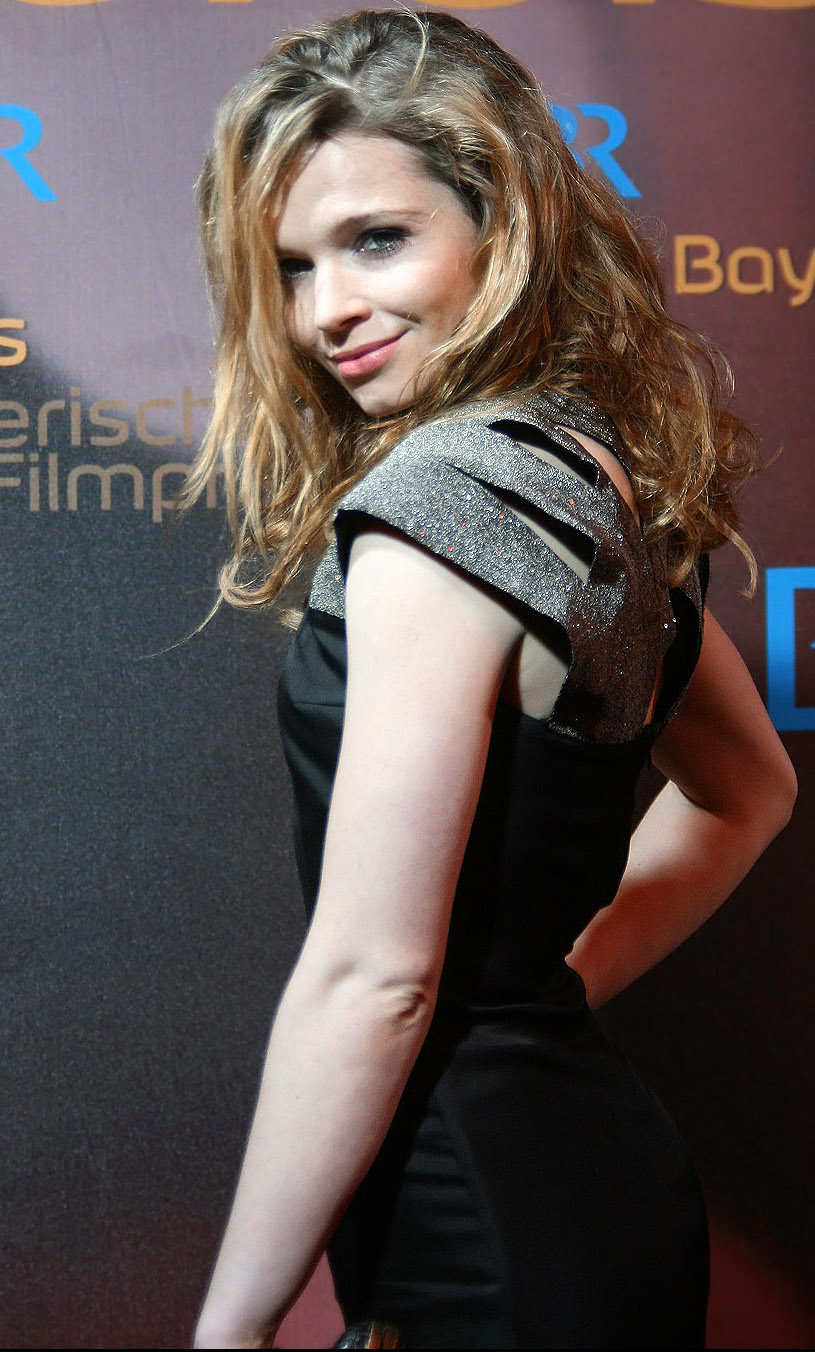
Karoline Herfurth wurde für ihre Darstellung für den Bambi 2016 nominiert.

Der Film erhielt gemischte Kritiken. Bert Rebhandl von der Frankfurter Allgemeinen Zeitung befand, dass der Film „das Niveau vieler amerikanischer Vorbilder“ erreiche, und bezeichnete die Produktion darüber hinaus als „Meilenstein“, der auf eigene Art und Weise davon überzeuge, „wie er Massengeschmack als individuell erscheinen lässt, und an entscheidender Stelle auch noch ein überraschendes Maß an Selbstreflexion verrät, ohne damit das primäre Zielpublikum groß zu belasten.“ Quotenmeter-Redakteurin Antje Wessels urteilte, dass Herfurth mit SMS für Dich „nicht bloß ein herausragendes Regiedebüt, sondern auch den längst fälligen Befreiungsschlag für die deutsche RomCom“ abliefere. Die Produktion sei „ein bezaubernder Spagat zwischen liebevoll-zurückhaltender Romanze und vielseitiger Komödie, der man die kleinen Schwächen in der technischen Ausführung nur zu gern“ verzeihe.
Christoph Petersen von filmstarts.de vergab 4,5 von 5 Sternen und sagte in seinem Fazit: „Ganz großes romantisches Kino – SMS für Dich braucht sich selbst vor seinem Hollywood-Vorbild Schlaflos in Seattle absolut nicht zu verstecken!“ Annalena Schieber von der Frauenzeitschrift Brigitte meinte, dass der Film eine ebenso klare wie inspirierende Botschaft aussende: „Verliere nie die Hoffnung, dass alles gut wird[,] und wage einen Neuanfang, auch wenn du eine schwere Zeit durchlebst. Durchhalten lohnt sich. Immer!“ 
In ihrem Fazit attestierte sie dem Film und dem Regiedebüt von Karoline Herfurth: „Trotz einiger Mängel bietet SMS für Dich aber romantisches, gefühlvolles und kurzweiliges Unterhaltungs-Kino. Auch wenn noch Luft nach oben ist, ist Herfurths Regiedebüt definitiv gelungen.“
Tobias Sunderdiek, Redakteur bei der Neuen Osnabrücker Zeitung, befand in seiner Rezension: „Trotz der Melange aus Küchenpsychologie, den abgegriffenen Mann-Frau-Klischees eines Matthias Schweighöfers (sic!) oder Til Schweigers und des (sic!!) inhaltlichen ZDF-Herzkino-Trashs, (sic!!!) punktet SMS für Dich mit einem gut aufspielenden Schauspielensemble, das den Film weit weniger affektiert erscheinen lässt, als er auf dem Papier wirkt“. 
Die Deutsche Presse-Agentur sah einen „bisweilen etwas zu glatt geratenen Film“, aber „ein alles in allem überzeugendes Regie-Debüt“: „Das wunderbare Darsteller-Ensemble […], die wirklich berührende und nur teils zu kitschig geratene Geschichte, die zwar poppige, aber doch meist angemessene musikalische Flankierung werden diesem, (sic!) unbedingt auf großer Leinwand zu goutierenden Film sicher ein größeres Publikum zuführen.“ David Siems von epd Film vergab 1 von 5 Sternen für „bewährte Romantic-Comedy-Ware von der Stange mit einer oberflächlichen Portion Herzschmerz und allerhand Kuschelrockatmosphäre“.

## Erfolg
SMS für Dich feierte am 6. September 2016 im Cinestar-Kino am Sony Center in Berlin Weltpremiere. Die Freigabe der Produktion zur öffentlichen Vorführung erfolgte schließlich am 15. September 2016. Presseberichten zufolge zählte die Produktion nach Ende des ersten Vorführwochenendes rund 175.000 Besucher in 600 Kinos sowie 200.000 Zuseher inklusive Preview-Aufführungen. 
Die Komödie stieg damit hinter The Purge: Election Year auf Platz 2 der Spitze der deutschen Kinocharts ein. Die Marke von 500.000 Besuchern erreichte SMS für Dich in der dritten Vorführwoche. Insgesamt sahen den Film in Deutschland bis Jahresende 738.601 Kinobesucher. Das Gesamteinspielergebnis in Deutschland betrug rund 5,9 Millionen Euro. 
Der Film belegte damit Platz 44 der deutschen Kinojahrescharts 2016 und rangiert auf Platz 9 der erfolgreichsten deutschen Produktionen des Jahres.

## Auszeichnungen
Die Deutsche Film- und Medienbewertung (FBW) verlieh dem Film das Prädikat „besonders wertvoll“. In ihrer Jury-Begründung urteilte das Gremium: „SMS für Dich ist Unterhaltung, wie man sie sich wünscht. Federleicht geschrieben, beschwingt gespielt und stimmig inszeniert. Das ist deutsches Kino zum Verlieben!“
Karoline Herfurth wurde für ihre schauspielerische Leistung noch im selben Jahr für den Bambi nominiert, unterlag bei der Verleihung jedoch Anna Maria Mühe. Ende 2016 gewann die Komödie den FairFilmAward der Filmschaffenden. 
Rund 31.000 Verbandsmitglieder waren aufgerufen worden, Produktionsfirmen in Hinblick auf Tarifkonformität, Kommunikation und Organisation zu bewerten. Anfang 2017 gelangte SMS für Dich in die Vorauswahl zum Deutschen Filmpreis, wurde bei den Nominierungen jedoch nicht berücksichtigt. 
Im März des Jahres nominierte die deutsche Zeitschrift Cinema die Produktion für den Publikumsfilmpreis Jupiter in der Kategorie „Bester deutscher Film“, in der sie jedoch Simon Verhoevens Willkommen bei den Hartmanns unterlag.

## Neuverfilmung
Im Oktober 2020 wurde bekannt, dass eine US-Adaption des Filmes in Arbeit ist. In dem Remake Love Again spielen Sam Heughan und Priyanka Chopra die Hauptrollen, in einer weiteren Rolle ist Céline Dion zu sehen. Als Regisseur wurde Jim Strouse verpflichtet. Der deutscher Kinostart war am 6. Juli 2023.